# Exxxtasy TV
 (mars 2018).
Exxxtasy TV est une chaîne de télévision canadienne spécialisée de catégorie B s'adressant aux adultes et diffusant des films pornographiques explicites. Elle appartient à Ten Broadcasting.

## Histoire
En 2000, TEN Broadcasting Inc. a obtenu une licence de diffusion pour la chaîne spécialisée TEN - Channel 1 qui « offrira une programmation de divertissement pour adultes ».
En juin 2003, TEN signe une entente avec LFP (propriétaire de la chaîne américaine Hustler TV) afin de lancer la version canadienne et lance la chaîne en juillet 2003.
La chaîne a aussi tenu des soirées thématiques, par exemple Cougar Night les dimanches, des vieux films les lundis ou le choix des abonnés le mercredi.
À la mi-2014, la chaîne a changé de nom pour Exxxtasy TV.